# China Grove (Carolina del Nord)
China Grove è una città degli Stati Uniti d'America situata nella Carolina del Nord, nella Contea di Rowan.